# Église Notre-Dame-de-l'Assomption de Fienvillers
L'église Notre-Dame-de-l'Assomption de Fienvillers est située sur le territoire de la commune de Fienvillers dans le département de la Somme, à une vingtaine de kilomètres au nord d'Amiens.

## Historique
L'église a été construite au XVIIIe siècle. La nef fut édifiée sur les fondations de l'église antérieure, en 1730. Le chœur fut construit plus tardivement, en 1775. Le clocher a servi de point de repère lors de mesurages pour la réalisation de la carte de Cassini.

## Caractéristiques
L'église et son clocher-porche ont été construits en pierre selon un plan basilical traditionnel avec nef, transept et chœur. La tour-clocher est coiffée d'un dôme surmonté d'un lanternon qui se termine en flèche. Le chœur est plus élevé que la nef.
L'église conserve un certain nombre d'objets d'art classés au titre des monuments historiques :
- tableau : L'Assomption, faisant partie d'un retable[Note 1]du XVIIe siècle de grandes dimensions (2,20 de haut x 1,55 de large)[3] ;
- statue en bois polychrome : Vierge à l'Enfant aux grappes de raisin (XVIe siècle)[4] ;
- statue en bois polychrome : saint Roch (XVIIe siècle)[5] ;
- statue en bois polychrome : Vierge de l'Assomption (XVIIIe siècle-XIXe siècle)[6] ;
- statue en bois repeint : Christ en croix accompagné de la Vierge et de saint Jean en plâtre (XVIIe siècle)[7] ;
- fonts baptismaux (XVIIe siècle)[8] ;
- maître-autel avec tabernacle, retable et quatre chandeliers (début XVIIIe siècle) attribué à Charles et François Cressent[9] ;
- deux autels latéraux du Sacré-Cœur et de la Vierge en faux marbre (XVIIIe siècle)[10] ;
- deux confessionnaux du début XVIIIe siècle attribués à Charles Cressent[11].
- tableau : saint Nicolas et les enfants dans le saloir du XIXe siècle (2,20 de haut x 1,55 de large)[12] ;
- verrières de Julien Stéphane Bazin (1880)[13].

## Photos

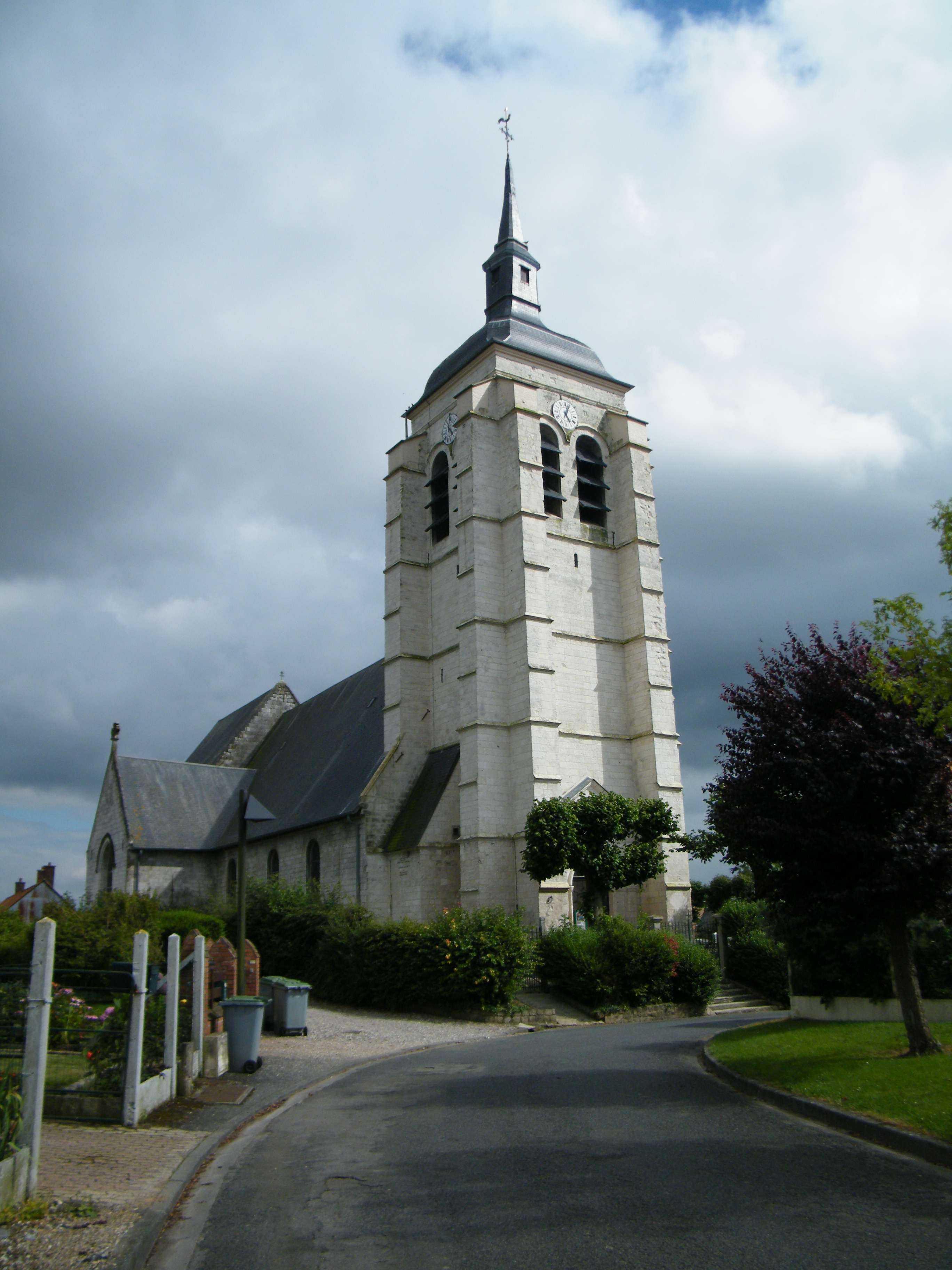
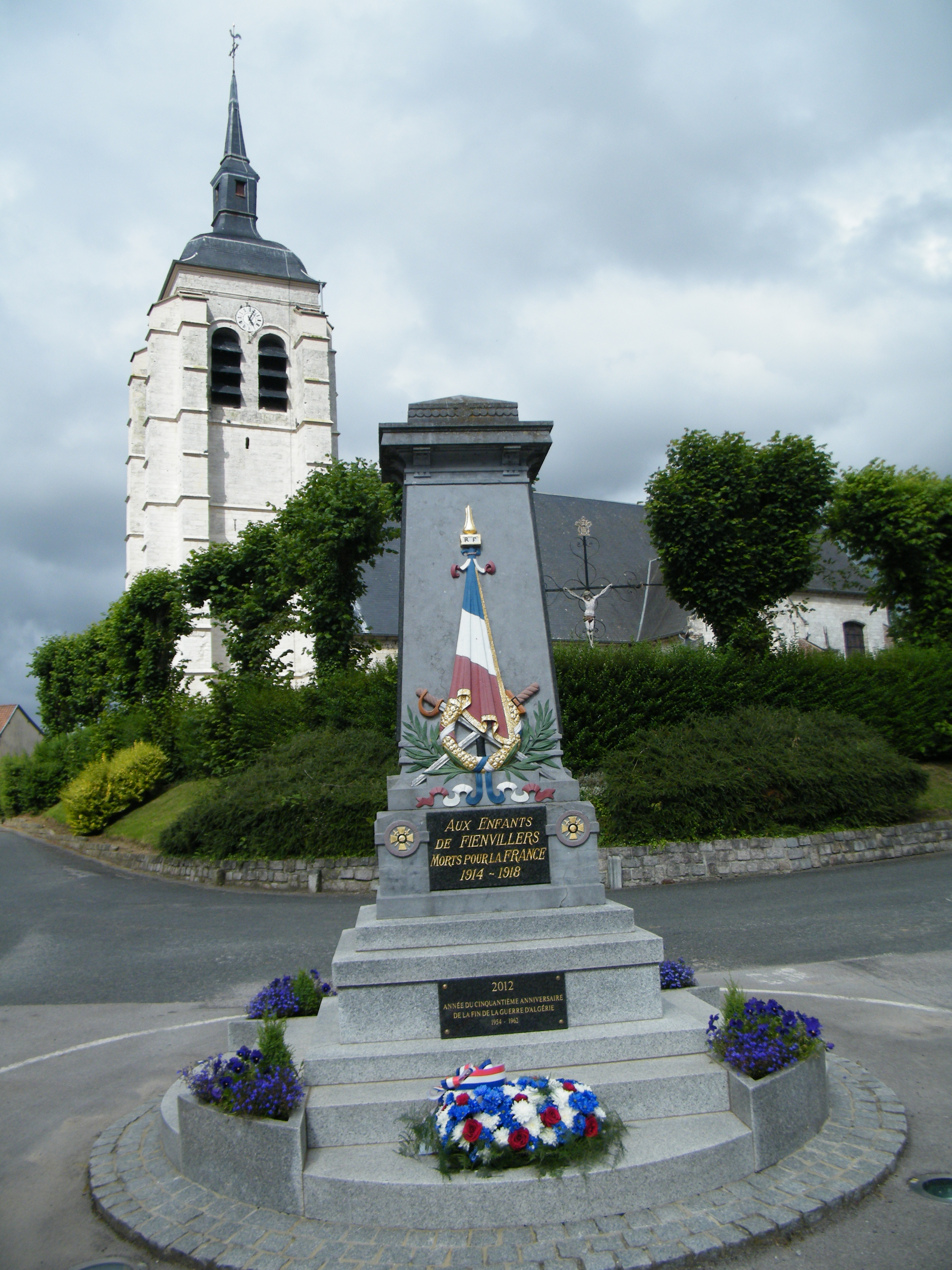